# Фаренкруг
Фаренкруг (нем. Fahrenkrug) — община в Германии, в земле Шлезвиг-Гольштейн. 
Входит в состав района Зегеберг. Подчиняется управлению Зегеберг-Ланд.  Население составляет 1629 человек (на 31 декабря 2010 года). Занимает площадь 6,62 км².

## Города-побратимы
- Эгр (Франция, с 1987)[4]